# Ільїнса
Ільїнса (ісп. Illiniza або Illinizas, Iliniza, Ilinizas) — стратовулкан в Еквадорі, розташований приблизно за 55 км на південний захід від Кіто. Це сплячий вулкан, що складається з двох окремих вкритих снігом вершин: Ільїнса-Сюр (5248 м) і Ільїнса-Норте (5126 м).
Ільїнса-Сюр (південний пік) складніший для сходження через льодовики, тоді як Ільїнса-Норте не вимагає досвіду для сходження, хоча для новачків і рекомендується супроводження путівника. Часто ця гора використовується для акліматизації перед сходженням на вищі вершини, такі як Котопахі, Чимборасо і Каямбе.